# Tine Logar (urednik)
Tine Logar, slovenski slovenist in anglist, srednješolski učitelj in knjižni urednik, lektor ter publicist, * 26. 9. 1953, Ljubljana

## Življenjepis
Rodil se je v družini intelektualcev očetu dialektologu akad. dr. Tinetu Logarju in materi prim. dr. Boži Sernec, dr. med., pediatrinji neonatologinji. Šolal se je v Ljubljani na OŠ Poljane in OŠ Ledina, nato pa obiskoval Gimnazijo Poljane. Leta 1972 se je vpisal na študij  slovenščine in angleščine na Filozofski fakulteti Univerze v Ljubljani. Še kot štedent je od 1975 do 1976 vodil knjižnico na Ginekološki kliniki UKC v Ljubljani in bil leta 1979 demonstrator na Oddelku za anglistiko FF, poleg tega pa sodeloval kot statist v Drami SNG v Ljubljani. Po diplomi in opravljenem služenju vojaškega roka je leta 1978 začel poučevati slovenščino in angleščino na Poljanski gimnaziji in bil razrednik 4. a-razreda. V šolskih letih 1979/80 in 1980/81 je v okviru Slavističnega društva Slovenije vodil republiško komisijo za Cankarjevo priznanje. V času, ko je bil učitelj, je bil tudi mentor študentom slovenistike, ki so opravljali praktični del izpita iz metodike na poljanski gimnaziji. Jeseni 1982 se je zaposlil kot pedagoški svetovalec za pripravo učbenikov za slovenski jezik in književnost ter strokovno-teoretične predmete s področja ekonomije na Zavodu SR Slovenije za šolstvo. Leta 1986 je postal samostojni svetovalec za učno tehnologijo, leta 1988 pa svetovalec za slovenski jezik s književnostjo - koordinator področja. V prvi polovici osemdesetih let je s Frančkom Bohancem zasnoval koncept učbenikov za književnost v gimnaziji, Književnost 3 in Književnost 4 in bil tudi njun soavtor. V drugi polovici osemdesetih let pa je z dr. Jankom Kosom zasnoval koncept beril za gimnazijo Berilo 1, Berilo 2, Berilo 3 in Berilo 4 (prenovljene izdaje so izšle v devetdesetih letih) in pri njih prav tako sodeloval kot soavtor. Leta 1991 je postal vodja Centra za izdajanje gradiv na Zavodu RS za šolstvo. Vseskozi je tudi predaval v okviru izobraževanja učiteljev in bil recenzent oz. konzulent pri pripravi številnih učbenikov in didaktičnih gradiv.  Leta 1992 je sprejel delo vodje za tržno komuniciranje v Izobraževalnem založništvu Državne založbe Slovenije in ustanovil Šolski epicenter, namenjen spodbujanju inovacij v slovenskem šolskem prostoru. Kot direktor za tuje avtorske pravice je vzpostavil široko mrežo povezav Izobraževalnega založništva z najpomembnejšimi zahodnoevropskimi založniki učbenikov. Leta 1996 je postal glavni urednik Izobraževalnega založništva in DZS utrdil kot najmočnejšo založbo izobraževalne literature v Sloveniji. V tem času je z dr. Jankom Kosom zasnoval posodobljeno zbirko literarnih del Klasje, ki je bila namenjena srednješolcem. Večkrat se je strokovno založniško spopolnjeval v tujini, mdr. leta 1994 na CIDREE-jevem seminarju v Edinburgu na temo Scientific Culture in the Classroom, leta 1997 v Book House Training Centru v Londonu na temo Managing a Successful Book Publishing Operation ter pri založbah Longman in Klett. Leta 2000 ga je profesionalna pot pripeljala v podjetje Prosvetni delavec, kjer je postal odgovorni urednik pedagoškega strokovnega časopisa Šolski razgledi. Leta 2001 so ga povabili na Cankarjevo založbo, kjer je bil sprva urednik, nato pa direktor sektorja Založništvo ter glavni in odgovorni urednik. S pripojitvijo Cankarjeve založbe Skupini Mladinska knjiga - Založba je leta 2002 postal direktor Založništva enciklopedij in leksikonov, nato pa ob različnih reorganizacijah opravljal dela urednika, vodje uredništva enciklopedij in leksikonov MKZ in končno vodje programa Cankarjeve založbe do upokojitve leta 2018. Vsega skupaj je uredil več kot 2000 knjig, med njimi: J. Pogačnik, F. Zadravec idr.: Slovenska književnost I–III (1998–2001), D. Poniž: Beseda se vzdiguje v di. Stoletje slovenske lirike 1900–2000 (2002), J. Pirjevec: Jugoslovanske vojne 1991–2001 (2003), M. Kmecl: Tisoč let slovenske literature (2004), J. Fišer idr.: Slovenska novejša zgodovina 1848–1992 (2005), J. Pirjevec: Tito in tovariši (2011), F. Bučar: Temelji naše državnosti (2012), B. Žerovc: Slovenski impresionisti (2012), B. Repe: S puško in knjigo (2015), J. Markeš: Premišljevanja o Sloveniji (2016), E. Pelikan: Tone Kralj in prostor meje (2016), B. Paternu: Premisleki o književnosti in jeziku (2016), P. Svoljšak, G. Antoličič: Leta strahote (1918), J. Mencinger: Udba in bela tehnika (2018), A. Rahten: Anton Korošec: slovenski državnik kraljeve Jugoslavije (2022) kot tudi bibliofilske izdaje: Biblija (2008), A. Vezzosi: Neskončni Leonardo (2011), L. Bardeschi Ciulich idr.: Večni Michelangelo (2013), C. Strinati: Božanski Rafael (2015), A. Paolucci: Sikstinska kapela (2016), N. Golob: S črnilom in zlatom (2017).
Ob delu na ZRSŠ in v založbah je 20 let (od leta 1985) sodeloval tudi kot član (za slovenski jezik) izpitnih komisij Ministrstva za šolstvo in šport pri strokovnih izpitih za vzgojiteljice v vrtcih, svetovalne delavce in knjižničarje ter učitelje v srednjih šolah in delavskih univerzah. Leta 1992 je postal tudi član upravnega odbora Domusa - Založbe, d. o. o. in leta 2007 član odbora za predšolsko vzgojo in izobraževanje pri Mestni občini Ljubljana. Vseskozi je kot lektor sodeloval tudi s številnimi založbami, mdr. z Založbo Obzorja Maribor, Pomursko založbo, Tehniško založbo Slovenije in založbami Gyrus, Millenium, Intelego, založbo Domus, Izolit, Tangram, Didakta, UMco ter Mohorjevo družbo v Celovcu. Vseskozi je tudi lektoriral tako knjige (več kot 3000 naslovov) kot revije, npr. Mladi rod, Starš.si, Bukla, Reader's Digest, Vzgoja in izobraževanje, Šolska knjižnica, Zgodovina v šoli idr.

## Delo

### Soavtorstvo učbenikov in beril
M. Glavan, T. Logar, S. Šimenc: Besedila slovenskega knjižnega jezika (berilo za slovenske izseljence v Avstraliji), Ljubljana 1983
T. Logar, S. Šimenc: Besedila slovenskega knjižnega jezika II (berilo za slovenske izseljence v Avstraliji), Ljubljana 1984
F. Bohanec, P. Kolšek, R. Korošec, T. Logar: Književnost 3, ZO 1983
F. Bohanec, P. Kolšek, R. Korošec, T. Logar: Književnost 4, ZO 1984
P. Kolšek, J. Kos, A. Lah, T. Logar, S. Šimenc: Berilo 1, ZO 1987
P. Kolšek, J. Kos, A. Lah, T. Logar, S. Šimenc: Berilo 2, ZO 1988
P. Kolšek, J. Kos, A. Lah, T. Logar, S. Šimenc: Berilo 3, ZO 1989
P. Kolšek, J. Kos, A. Lah, T. Logar, S. Šimenc: Berilo 4, ZO 1990
(Prenovljene izdaje vseh štirih beril so izšle v devetdesetih letih.)

### Strokovna besedila
Spremno besedilo v: William Shakespeare, Dvanajsta noč ali Kar hočete, DZS 1992
Spremno besedilo v: Svetovna novela 19. in 20. stoletja, DZS 1995
Spremno besedilo v: William Shakespeare, Romeo in Julija, DZS 1999
Spremno besedilo v: William Shakespeare, Hamlet, MK 2016
Spremno besedilo v: William Shakespeare, Romeo in Julija, MK 2016
Spremno besedilo v : William Shakespeare, Julij Cezar, MK 2016
Spremno besedilo v : William Shakespeare, Macbeth, MK 2016
Spremno besedilo v: William Shakespeare, Soneti, MKZ 2016

### Izbrana predavanja
Besedni red (za učiteljice slovenskega dopolnilnega pouka v Švici), Zürich 1983
Didaktički komplet (posvet Savremena obrazovna tehnologija i savremeni udžbenik), Sarajevo 1986
Učbeniki in avdiovizualna učna tehnologija v osnovni (5.-8. razred) in srednji šoli (seminar na Zvezni gimnaziji za Slovence), Celovec 1987
Slovenščina v VVO, Radenci 1989
Govorni vzorec vzgojiteljice v vrtcu (seminar za vzgojiteljice), Ljubljana Moste - Polje 1989
"Življenje" učbenika (seminar na Zvezni gimnaziji za Slovence), Celovec 1990
Sodobni učbenik in njegovo nasprotje (Glasbeni forum), Rogaška Slatina 1997
Pravopisne pasti (poslovno komuniciranje), Sanolabor, Ljubljana 1998
Pricing Policy, Its Structure and the Position of the Government (v okviru knjižnega sejma), Frankfurt 1999
Vloga založbe pri nastajanju učbenika (v okviru seminarja CPI Kako napisati učbenik), Ljubljana 1999, Celje 2000
Učbeniki z nizkimi nakladami in izzivi modernih tehnologij (CPI, posvet o učnih gradivih v poklicnem in strokovnem izobraževanju), Ljubljana 25. 5. 2001
Priprava uspešnega knjižnega programa (15. kongres knjižnih založnikov), Bled 2017

### Izbor prevodov
Ilustrirana mladinska enciklopedija Jugoslavije (poglavji Književnost in Likovna umetnost), Stvarnost 1986
J. Malić: Razrednik v osnovni šoli, DZS 1988
Slikanica za prvi razred - Priročnik za učitelje, ZŠ 1988
D. Rosandić: Interpretativno branje literarnega besedila, Vzgoja in izobraževanje 2,1987
D. Rosandić: Tipi bralcev literarnega besedila, Vzgoja in izobraževanje 3,1987
I. Sović: Knjiga o sodobnih obzorjih metodite književne vzgoje in izobraževanja, Vzgoja in izobraževanje 3,1987
V. Šeta: Vzgojno-izobraževalno delo šolskega knjižničarja z neformalno skupino v šolski knjižnici, Šolska knjižnica 5, 1993
V. Šeta: Komunikacijske situacije v šolski knjižnici, Šolska knjižnica 3, 1995

### Izbor časopisnih člankov
Nič mimo učitelja. Srednješolski učbenik za književnost včeraj in danes, Prosvetni delavec, 1989
Kar se Pedenjped nauči, to ... Slovenščina v vzgojno-izobraževalnih zavodih, Prosvetni delavec, 1989
Slovenski jezik in književnost ( Evalvacija programov v srednjem izobraževanju), Vzgoja in izobraževanje,1990
Pastorki na knjižnih policah, Šolski razgledi, 1995
Nedovoljeno fotokopiranje ubija založništvo Šolska knjižnica, 1996
Skorja in sredica sodobnih učbenikov, Šolski razgledi, 1996
Nostradamus in slovenski učbeniki, Slovenščina v šoli, 1996
Projektna priprava učbenika, Šolska knjižnica, 2000
Procesni pristop pri pouku književnosti in vprašanje recepcijskih zmožnosti učencev, 2000

## Nagrade
Naj založnik (Društvo slovenskih knjigotržcev) 2014
Schwentnerjeva nagrada (za pomemben prispevek slovenskemu založništvu) 2018
Nagrada župana Občine Bled (za sodelovanje s Knjižnico Blaža Kumerdeja Bled) 2020